# Creidne Patera
La Creidne Patera è una struttura geologica della superficie di Io.